# Paweł Widanow
Paweł Waleriew Widanow (bułg. Павел Валериев Виданов, ur. 1 sierpnia 1988 w Sofii) – bułgarski piłkarz występujący na pozycji obrońcy, reprezentant Bułgarii w latach 2009–2014.

## Kariera klubowa
Karierę piłkarską Widanow rozpoczął w klubie CSKA Sofia. W 2006 roku awansował do kadry pierwszego zespołu. 18 kwietnia 2007 zadebiutował w pierwszej lidze bułgarskiej w wygranym spotkaniu z Bełasicą Petricz (3:1). W sezonie 2006/07 rozegrał łącznie dwa spotkania i latem 2007 roku odszedł na wypożyczenie do Wichrenu Sandanski, w którym grał przez rok. Latem 2008 roku, po powrocie do CSKA, zdobył z tym klubem Superpuchar Bułgarii.
W 2011 roku Widanow został wypożyczony z CSKA do rumuńskiego Rapidu Bukareszt. W Liga I zadebiutował 25 lutego 2011 w zwycięskim 1:0 meczu z Unireą Urziceni. Tego samego roku Widanow wrócił do CSKA Sofia, a w styczniu 2012 roku został zawodnikiem Zagłębia Lubin.
| Sezon   | Klub               | Kraj     | Rozgrywki   | Mecze | Bramki |
| ------- | ------------------ | -------- | ----------- | ----- | ------ |
| 2006/07 | CSKA Sofia         | Bułgaria | A PFG       | 2     | 0      |
| 2007/08 | CSKA Sofia         | Bułgaria | A PFG       | 0     | 0      |
| 2007/08 | Wichren Sandanski  | Bułgaria | A PFG       | 14    | 0      |
| 2008/09 | CSKA Sofia         | Bułgaria | A PFG       | 15    | 0      |
| 2009/10 | CSKA Sofia         | Bułgaria | A PFG       | 20    | 0      |
| 2010/11 | CSKA Sofia         | Bułgaria | A PFG       | 12    | 0      |
| 2010/11 | Rapid Bukareszt    | Rumunia  | Liga I      | 6     | 0      |
| 2011/12 | CSKA Sofia         | Bułgaria | A PFG       | 1     | 0      |
| 2011/12 | Zagłębie Lubin     | Polska   | Ekstraklasa | 12    | 0      |
| 2012/13 | Zagłębie Lubin     | Polska   | Ekstraklasa | 26    | 0      |
| 2013/14 | Zagłębie Lubin     | Polska   | Ekstraklasa | 17    | 0      |
| 2014/15 | Trapani Calcio     | Włochy   | Serie B     | 4     | 1      |
| 2015/16 | Górnik Zabrze      | Polska   | Ekstraklasa | 13    | 0      |
| 2016/17 | Łokomotiw Płowdiw  | Bułgaria | Pyrwa PFL   | 25    | 1      |
| 2017/18 | Beroe Stara Zagora | Bułgaria | Pyrwa PFL   | 23    | 0      |
| 2018/19 | Sławia Sofia       | Bułgaria | Pyrwa PFL   | 1     | 0      |
| 2019    | FK Atlantas        | Litwa    | A lyga      | 1     | 0      |
| 2019/20 | Pirin Błagojewgrad | Bułgaria | Pyrwa PFL   | 6     | 0      |

## Kariera reprezentacyjna
W swojej karierze Widanow występował w reprezentacji Bułgarii U-21. W seniorskiej reprezentacji zadebiutował 12 sierpnia 2009 w wygranym 1:0 towarzyskim meczu z Łotwą. Ogółem w latach 2009–2014 rozegrał w drużynie narodowej 5 spotkań.
| Mecze i gole w reprezentacji | Mecze i gole w reprezentacji | Mecze i gole w reprezentacji | Mecze i gole w reprezentacji | Mecze i gole w reprezentacji | Mecze i gole w reprezentacji | Mecze i gole w reprezentacji |
| #                            | Data                         | Stadion                      | Rywal                        | Wynik                        | Gol                          | Rozgrywki                    |
| 2009                         | 2009                         | 2009                         | 2009                         | 2009                         | 2009                         | 2009                         |
| ---------------------------- | ---------------------------- | ---------------------------- | ---------------------------- | ---------------------------- | ---------------------------- | ---------------------------- |
| 1.                           | 12.08.2009                   | Sofia, Bułgaria              | Łotwa                        | 1:0                          | 0                            | towarzyski                   |
| 2010                         |                              |                              |                              |                              |                              |                              |
| 2.                           | 24.05.2010                   | Johannesburg, RPA            | Południowa Afryka            | 1:1                          | 0                            | towarzyski                   |
| 3.                           | 08.10.2010                   | Cardiff, Walia               | Walia                        | 1:0                          | 0                            | el. ME 2012                  |
| 4.                           | 12.10.2010                   | Stambuł, Turcja              | Arabia Saudyjska             | 2:0                          | 0                            | towarzyski                   |
| 2014                         |                              |                              |                              |                              |                              |                              |
| 5.                           | 05.03.2014                   | Sofia, Bułgaria              | Białoruś                     | 2:1                          | 0                            | towarzyski                   |

## Sukcesy
CSKA Sofia
- Puchar Bułgarii: 2010/11
- Superpuchar Bułgarii: 2011